# Xiao Xiao
Xiao Xiao Movie (chino, 小小作品; pinyin, Xiǎo Xiǎo Zuò Pǐn) es una serie de animación en flash creada por el animador chino Zhu Zhiqiang. La serie se puede ver a través de Internet. La serie destaca por sus animaciones de lucha al estilo Matrix protagonizadas por un hombre-palo negro llamado Xiao Xiao, que lucha contra una pandilla con palos de diferentes colores, liderados por The Boss, el mayor enemigo de Xiao Xiao y el único que puede darle una larga lucha. La lucha es algo sangrienta, pues, muchos de los que son dirigidos por the Boss, han sufrido sangrientas muertes a lo largo de la serie. La serie fue lanzada el 19 de abril de 2001, y está formada por 10 episodios, de lucha sangrienta al estilo Matrix.

## Episodios
Véase también:Anexo:episodios de XiaoXiao.

## Personajes
Xiao Xiao Xiao Xiao es el protagonista de la serie. Es un experto en artes marciales, así como un asesino de élite. Sus habilidades son inigualables y la única persona que se acerca es The Boss.  
The Boss The Boss (El jefe en inglés) es otro artista marcial, y parece ser una especie de líder de una pandilla y el principal antagonista de la serie. Él es el único que puede dar a Xiao Xiao una lucha digna, y ha sido golpeado por Xiao Xiao en múltiples ocasiones. The Boss normalmente aparece en magenta. 
The gangs Son personajes de vivos colores y su jefe es The Boss. The gangs sufren muertes causadas por Xiao Xiao.